# ۱-یانائول
۱-یانائول (انگلیسی: 1st Yanaul) یک شهرک در شهرستان تاتیشلینسکی استان باشقیرستان کشور روسیه است.